# Кафана Нови Београд
Кафана Нови Београд, налазила се на Чубури и први пут се помиње 1900. године. Адреса кафане је била Мекензијева 43 и Цара Николе II 51, а на углу с Коче Капетана.

## Историјат
Кафана Нови Београд налазила се на Чубири, то јест, у делу града чија је изградња започета крајем 19. века. Тада су тај део града назвали Нови Београд, по чему је и кафана добила име. Зграда је наменски грађена за кафану. Посетиоци преко дана биле су комшије, трговци и занатлије. Најпосећеније је била недељом када су у кафану долазили имућнији Београђани.. Кафана је имала добру кухињу и добар оркестар који је углавном свирао циганску музику. Кафана Нови Београд била је једна од најважнијих ноћних кафана у периоду између Првог и Другог светског рата.
Кафана је радила кратко након Другог светског рата, а зграда је срушена 1960. године.

### Власници
Као власници помињу се:
- Милан Трандафиловић (1902)(1903).[3]
- браћа Михаиловић (1912)(1933)
- Раде Шамовац (1938)

### Кафеџије
- Влајко Трпковић (1922)
- Радомир николић - Батлија (1930)
- Р. Марковић (1933)
- Чеда Станојевић (1939)